# Bicot
 (mai 2025).
Si vous disposez d'ouvrages ou d'articles de référence ou si vous connaissez des sites web de qualité traitant du thème abordé ici, merci de compléter l'article en donnant les références utiles à sa vérifiabilité et en les liant à la section « Notes et références ».
Pour les articles homonymes, voir Bicot (homonymie).
Ne doit pas être confondu avec Bibi Fricotin.
Pour l’article ayant un titre homophone, voir Biko.
 Winnie Winkle the Breadwinner, devenue Winnie Winkle en 1943, est une série de bande dessinée humoristique créée par l'Américain Martin Branner et diffusée sous forme de comic strip de 1920 à 1996. Ses planches du dimanche sont traduites en français à partir de 1924 sous le nom Bicot.
La série raconte les aventures de Winnie Winkle, une jeune femme indépendante qui travaille comme secrétaire pour pourvoir aux besoins de ses parents Rip et Ma et de son petit frère Perry. En 1937, Winnie épouse l'ingénieur Will Wright avec qui elle a une fille, Wendy. Après la Seconde Guerre mondiale, Will Wright disparaît de la série et Winnie devient dessinatrice de mode. Lorsque Branner délaisse la série en 1962, elle est reprise par son assistant Max van Bibber, qui poursuit dans la même lignée jusqu'en 1980, puis par Frank Bolle qui lui donne un tour plus réaliste jusqu'à la fin de la publication en 1996.
En Europe, seules les planches dominicales, centrées à partir de 1922 sur les aventures de Perry et de sa bande d'amis, sont traduites. Le grand succès qu'elles connaissent conduit à la création des versions locales une fois qu'aux États-Unis ces pages du dimanche se remettent à raconter la vie de Winnie. Aux Pays-Bas, Frans Piët dessine ainsi des aventures originales de Sjors en de Rebellenclub dès 1938, et ajoute au petit garçon un adjuvant noir nommé Sjimmie en 1945 ; Sjors en Sjimmie devient alors l'une des séries jeunesse les plus populaires du pays. En France, Bicot est notamment dessiné par Jean-Claude Forest après-guerre.

## Historique de publication

### Aux États-Unis
Martin Branner (1888 - 20 mai 1970), dessinateur et scénariste américain de bandes dessinées, devient célèbre avec Winnie Winkle the Breadwinner, qu'il crée pour le Chicago Tribune en septembre 1920. Winnie Winkle sera traduit sous le titre de Bicot et Suzy (à la place de Perry et Winnie), et publié en France pour la première fois le 6 janvier 1924 dans Dimanche illustré.
En 1958, son œuvre lui vaut de recevoir le National Cartoonist Society Humor Comic Strip Award. À la suite d'une crise cardiaque en 1962, Martin Branner prend sa retraite et passe le relais à son assistant Max Van Bibber qui dessinera Winnie Winkle jusqu'en 1981.

### Adaptations européennes
Ce que nous connaissons en France sous le nom de Bicot est la version européenne de Winnie Winkle, qui collecte en album le seul supplément dominical de cette série plutôt sentimentale et féminine, dans la veine d'Aggie. Ce supplément donnait la vedette à Perry Winkle (Bicot).
En Amérique, Perry n'est à l'origine qu'un faire-valoir pour la grande sœur Winnie, énergique personnage qu'a créé Martin Branner pour exploiter un thème controversé de l'époque : l'émancipation de la jeune femme américaine. En traversant l'Atlantique, la série ne donne la vedette qu'à Bicot, qui apparaît comme le personnage central et sa grande sœur est reléguée au second rôle. La publication française correspond à une époque où Perry était souvent le sujet principal des planches américaines originales, et bien que celles-ci fussent toujours intitulées Winnie Winkle the Breadwinner, Winnie n'y apparaissait pas systématiquement.

## Thèmes
La série dépeint la vie de Bicot Bicotin, jeune garçon dans les années 1930. Bicot est un enfant adopté par une famille de la classe moyenne, habitant une banlieue pavillonnaire, comprenant Onésime, le vieux père débonnaire, vétéran de la Première Guerre mondiale, la mère Léocadie, et la sœur Suzy, jeune femme moderne qui pose à la bourgeoise et veut en adopter les mœurs et les manières "libérales" (elle fume, se coiffe à la garçonne et est toujours vêtue à la dernière mode). "Winnie Winkle the Breadwinner", c'est-à-dire "qui gagne le pain du ménage" (breadwinner, en français : "qui fait bouillir la marmite"). Elle est en effet censée subvenir aux besoins des parents. Suzy, aussi snob qu'insupportable, essaie continuellement de réformer le goût fâcheux de Bicot pour les mœurs de la rue. Bicot a horreur de faire ses devoirs, d'être habillé correctement et de fréquenter des jeunes gens "convenables". Il parle un déplorable américain ("don't cha" au lieu de "don't you"). Suzy trouve les parents, non seulement vieux-jeu, mais également démissionnaires et irresponsables (ce qu'ils sont, surtout le père) et se croit obligée de prendre leur relais quant à l'éducation de Bicot, dont elle veut faire un gentleman.
Bicot, lui, n'aime pas ce monde et préfère la rue. Ses principaux amis sont trois habitants des quartiers pauvres : Auguste (reconnaissable à son pantalon trop grand et à son énorme chapeau), Julot (reconnaissable à ses vêtements rayés) et Ernest (un grand Asiatique maigre). Ces quatre compères fondent le « Club des Ran-tan-plan » et leur principal objectif est de gagner de l'argent pour développer le club.
Bagarreur, mauvais élève, astucieux, Bicot se venge à l'occasion des contraintes que lui impose sa sœur.
Les autres personnages principaux sont le brigadier de police, qui essaie d'empêcher les farces de Bicot, et Antoinette, qui est un garçon manqué. Plusieurs personnages secondaires apparaissent durant quelques aventures.

## Albums parus en France
- Martin Branner, Bicot, Hachette[1] :

1. Bicot président de club, 1926. Réédité chez Veyrier en 1974  (ISBN 2851990128).
2. Bicot et Suzy, 1927. Réédité chez Veyrier en 1974  (ISBN 285199011X).
3. Bicot et les Ran-tan-plan, 1928. Réédité chez Veyrier en 1974  (ISBN 2851990101).
4. Les Farces de Bicot, 1929. Réédité chez Veyrier en 1974  (ISBN 2851990136).
5. Bicot fait du sport, 1930. Réédité chez Veyrier en 1974  (ISBN 2851991116).
6. Les Exploits de Bicot, 1931. Réédité chez Veyrier en 1974  (ISBN 2851991140).
7. Bicot pêche à la ligne, 1932. Réédité chez Veyrier en 1974  (ISBN 2851991132).
8. Bicot magicien, 1933. Réédité chez Veyrier en 1974  (ISBN 2851991124).
9. Bicot capitaine de pompiers, 1934. Réédité chez Glénat en 1997  (ISBN 2723423700).
10. Bicot marin d'eau douce, 1935. Réédité chez Glénat en 1997  (ISBN 2723424286).
11. Bicot et son ½ chien, 1936. Réédité chez Glénat en 1998  (ISBN 2723424294).
12. Bicot chef d'orchestre, 1937.
13. Bicot général, 1938.
14. Bicot achète une auto, 1939.

- Serna, Les Nouvelles Aventures de Bicot et Dorothée, Azur[1] :

1. Bicot et le club des Ran-tan-plan, 1959.
2. Bicot au cirque, 1959.
3. Bicot aux Jeux olympiques, 1961. Réédité chez Veyrier en 1980  (ISBN 2851992104).

- Martin Branner, Bicot, Azur[1] :

1. Bicot président de club, 1965. Reprend les quatre premiers albums parus chez Hachette avec des préfaces de Claude Santelli et Francis Lacassin. Réédité chez Veyrier en 1972 puis en 1979.
2. Bicot et Suzy, 1965. Reprend les albums Hachette no 4 à 8 avec une préface de Pierre Vankeer. Réédité chez Artefact en 1986.